# Storandens naturreservat
Storandens naturreservat är ett naturreservat i Norrtälje kommun i Stockholms län.
Området är naturskyddat sedan 2008 och är 93 hektar stort. Reservatet omfattar våtmarker omkring höjden Storanden. Reservatet består av  barrblandskog, tallskog och sumpskog.